# Гайський рудник
Гайський рудник – гірничодобувне підприємство у Оренбурзькій області Росії.
Рудник провадить розробку унікального мідноколчеданного родовища, запаси залягають на глибина до 1,7 км та оцінені у 645 млн тон руди із середнім вмістом 1,23% міді та 0,34% цинку. 
В 1950 – 1951 роках розвідувальні роботи виявили три перші рудні тіла родовища, а в 1954-му до них додалось ще одне. Для їх розробки в 1959-му почалось будівництво кар’єру №1, що видав руду в 1963 році. У 1969-му до нього приєднався кар’єр №2. У підсумку кар’єри №1 та №2 досягнули проектної глибини у 320 та 245 метрів відповідно, при цьому відпрацьований кар’єр №2 в 2003 – 2006 роках реконструювали під хвостосховище. Крім того, в 1984-му для розробки піритового покладу почалось спорудження кар’єру №3, який став до ладу в 1988-му.
Втім, першу руду Гайського родовища видав у 1961-му підземний рудник, на якому тоді запустили стовбур «Клітьовий». В подальшому ввели в дію інші стовбури, як то:
- «Скіповий», який станом на кінець 2010-х збирались реконструювати з поглибленням від 1012 до 1470 метрів;
- «Експлуатаційний», що почав роботу в 1984-му. В 2011 – 2019 роках провели його поглиблення з 830 до 1421 метра;
- «Новий», будівництво якого почалось в 2005-му. Стовбур глибиною 1418 метрів був введений в експлуатацію у 2014 році;
- «Закладочний»;
- «Середній вентиляційний», «Північний вентиляційний» (пройдений щонайменше до горизонту 910 метрів), «Південний вентиляційний», «Південний вентиляційний 2» (пройдений щонайменше до горизонту 990 метрів). В 2016 – 2019 роках спорудили стовбур «Північний вентиляційний 2», який пройшли до глибини у 1285 метрів.
Також рудник має танспортний ухил, який був споруджений в межах проекту розробки горизонті 830 – 1310 метрів. В 2020-му він був поглиблений до горизонту 1390 метрів, при цьому загальна довжина ухилу досягнула 12,1 км.
Станом на 2006 рік, коли почалась масштабна реконструкція підземного рудника, він міг видавати 4 млн тон руди на рік, а на початку 2020-х цей показник перевищує 9 млн тон на рік (при цьому проектна річна потужність стовбуру «Новий» становить 4,5 млн тон).
Первісно руду відправляли на розташований західніше Мідногорський мідно-сірчаний комбінат, який мав потужності для збагачення продукції Блявінського рудника та мідеплавильний завод, а з 1966-го почала роботу Гайська збагачувальна фабрика.